# قلعة سقاوة (مارغون)
قلعة سقاوة (بالفارسية: قلعه سقاوه) هي قرية تقع في إيران في قسم مارغون الريفي. يقدر عدد سكانها بـ 103 نسمة بحسب إحصاء 2016.